# Ordinazione episcopale nel rito romano

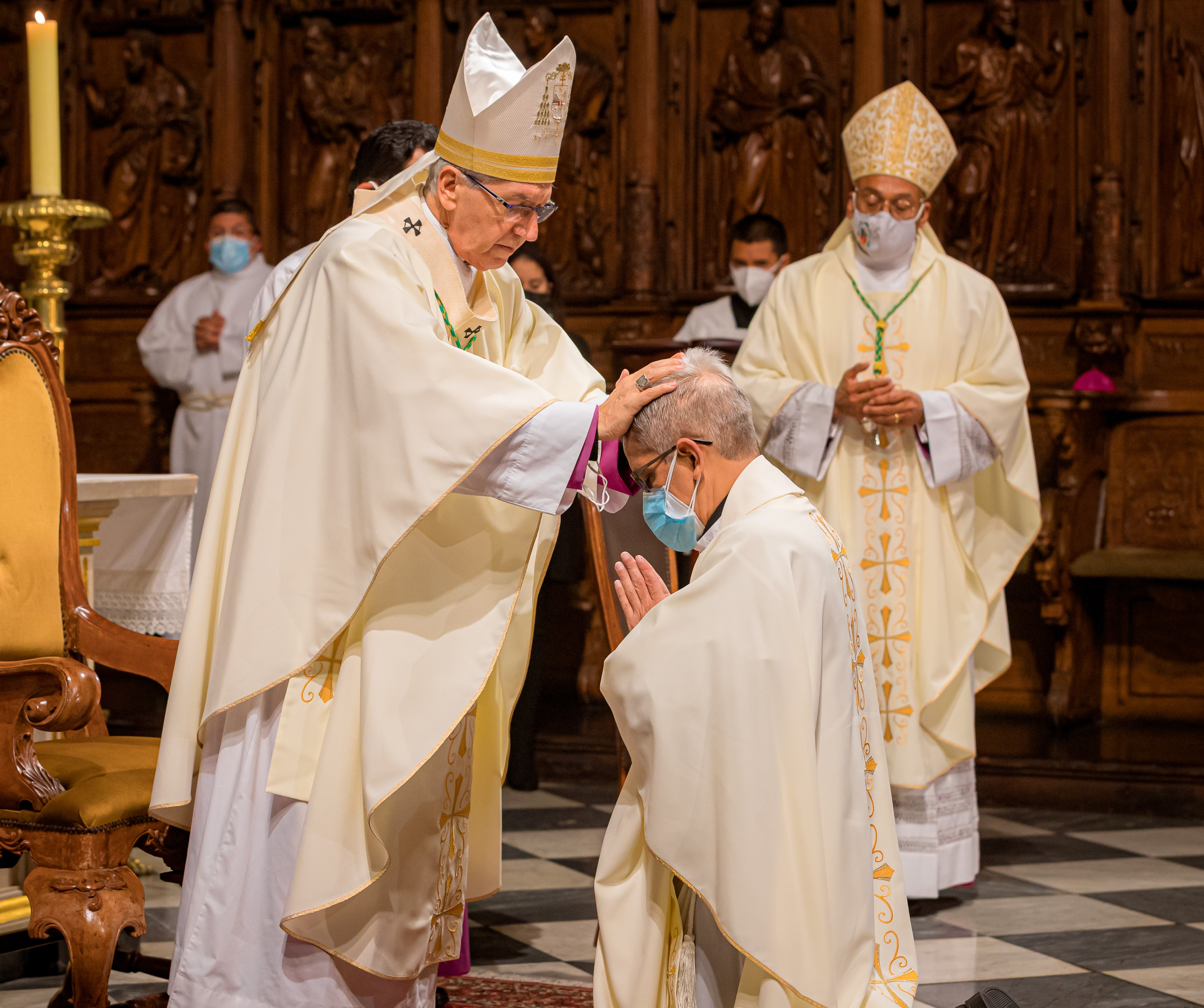
Mons. Carlos Castillo Mattasoglio impone le mani sul capo di mons. Guillermo Cornejo, vescovo ausiliare di Lima, durante il rito di ordinazione episcopale di quest'ultimo, celebrato nella cattedrale di Lima il 28 maggio 2021

L'ordinazione episcopale o consacrazione episcopale (talvolta anche chiamata ordinazione o consacrazione vescovile), nel rito romano della Chiesa cattolica, è un rito solenne che si svolge durante la celebrazione eucaristica con il quale si conferisce all'ordinando il terzo grado dell'ordine sacro; con esso, quindi, quest'ultimo diviene vescovo. Alla base del rito di ordinazione episcopale vi sono le dottrine teologiche della genealogia episcopale e della successione apostolica.

## Consacrazione episcopale e tradizione apostolica

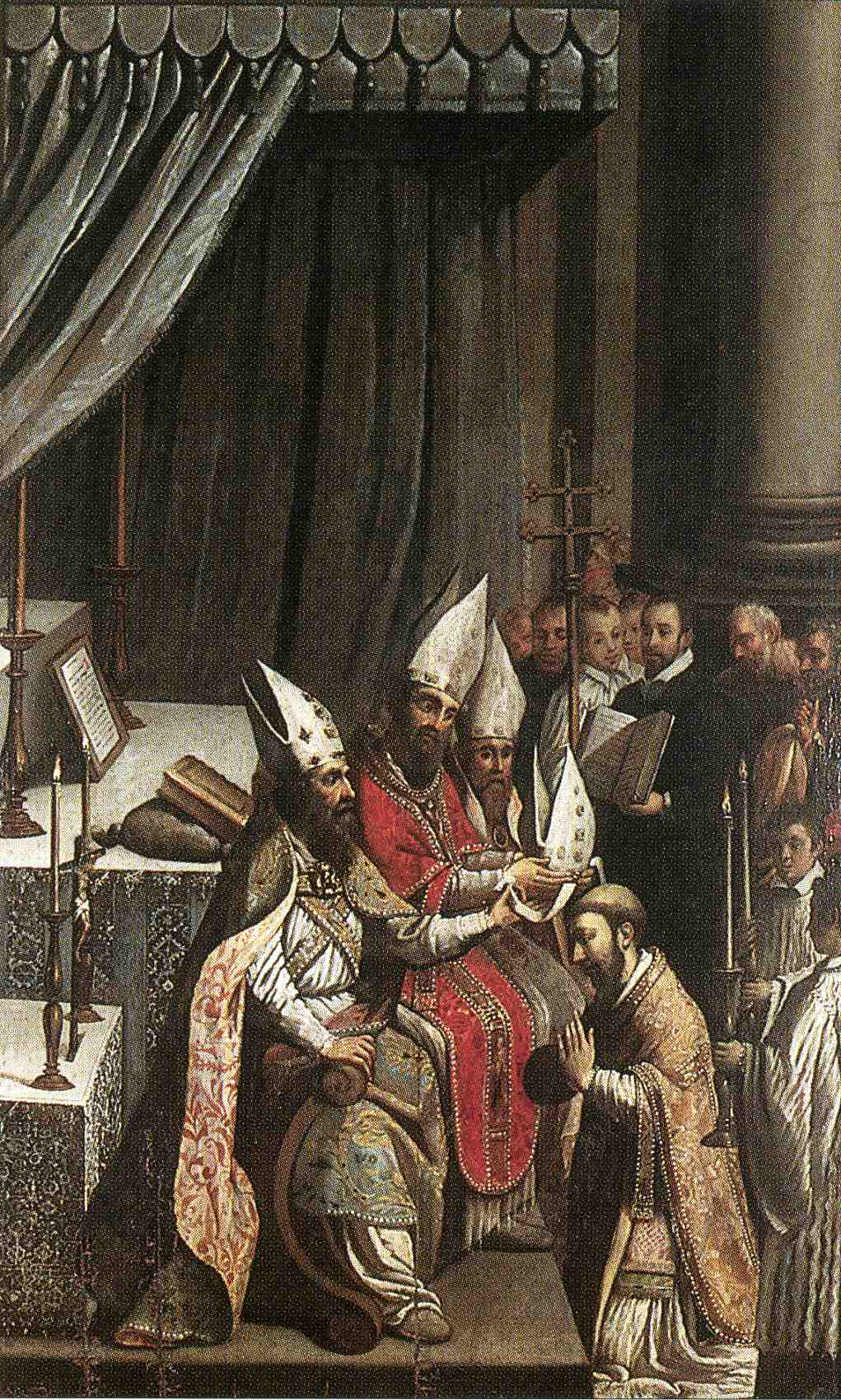
Claude Bassot, La consacrazione di Deodato, olio su tavola, 1620 ca., museo Pierre-Noël, Saint-Dié-des-Vosges

Secondo la tradizione cristiana, gli apostoli sono stati arricchiti da Gesù con una speciale effusione dello Spirito Santo, il quale, discendendo su di loro, li ha conformati con modo pieno alla figura di Cristo, gli ha dato il potere di agire in sua persona e sono divenuti veri e autentici maestri della fede, pontefici e pastori; essi stessi, mediante l'imposizione delle mani sul capo degli eletti all'episcopato, hanno trasferito questo dono dello Spirito ai loro collaboratori, il quale è stato trasmesso fino ai nostri giorni nella consacrazione episcopale. La consacrazione episcopale conferisce, inoltre, oltre il munus sanctificandi, anche il munus docendi e il munus regendi. Secondo gli insegnamenti del Concilio Ecumenico Vaticano II, con la consacrazione episcopale viene conferita la pienezza del sacramento dell'Ordine. Il vescovo, con l'ordinazione episcopale, entra a far parte del Collegio dei vescovi, in cui condivide, assieme al papa e agli altri vescovi, la cura di tutta la Chiesa.
Ciò che è stato detto sopra spiega perché la celebrazione eucaristica celebrata dal vescovo ha un significato singolare: il popolo di Dio, infatti, riunito attorno all'altare, partecipa alla santa messa presieduta da colui che rappresenta visibilmente Gesù Cristo.

## Validità della consacrazione e requisiti dell'ordinando

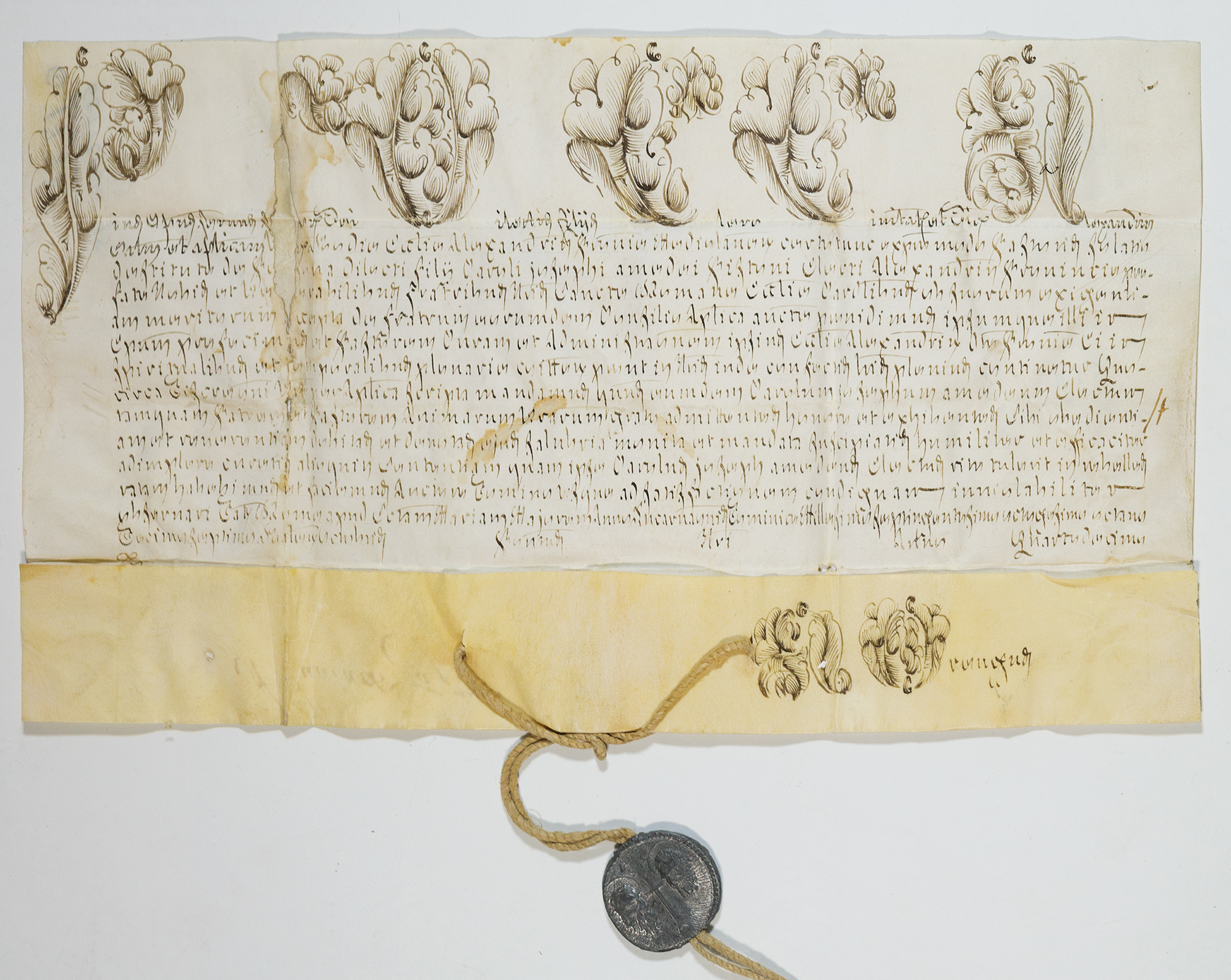
Bolla di nomina episcopale di mons. Carlo Giuseppe Pistone, emanata da papa Pio VI il 15 giugno 1788

Affinché si conferisca la consacrazione episcopale ad un eletto è imprescindibile l'autorizzazione esplicita del pontefice, emessa tramite bolla papale. L'ordinazione episcopale viene sempre conferita direttamente dal papa o, dietro il suo permesso esplicito, da un qualsiasi vescovo cattolico; essa può essere valida (anche se non legittima) anche in contrasto a questa disposizione, purché il consacrante sia un vescovo. Il vescovo che ordini un altro vescovo senza mandato pontificio incorre, infatti, nella scomunica latae sententiae prevista dal Codice di diritto canonico (can. 1387). Inoltre, affinché la consacrazione episcopale sia dichiarata valida, occorre un solo vescovo ordinante, ma la tradizione cattolica e il Codice di diritto canonico richiedono la presenza di almeno tre vescovi.
L'ordinazione episcopale, se conferita da un vescovo validamente ordinato, è a sua volta valida a tutti gli effetti anche se l'ordinando non è sacerdote: un vescovo non sacerdote, al momento della consacrazione episcopale, riceve infatti tutti gli ordini sacri. Questa regola è adottata da moltissime Chiese cristiane indipendenti, non in comunione con la Chiesa cattolica in cui attualmente, a norma del Codice di diritto canonico (can. 378), il candidato all'episcopato dev'essere presbitero da almeno cinque anni. La procedura di nomina di un vescovo è gestita dalla Sede Apostolica.

## Rito liturgico attuale

### Documenti regolamentanti il rito
Il rito di ordinazione episcopale vigente è regolamentato dalla costituzione apostolica Pontificalis Romani, promulgata da papa Paolo VI il 18 giugno 1968, alla quale è subito seguita la pubblicazione del pontificale romano "De ordinatione episcopi, presbyterorum et diaconorum"; quest'ultimo è stato riveduto successivamente da papa Giovanni Paolo II e nuovamente pubblicato con le opportune modifiche il 16 aprile 1992, a seguito dell'approvazione della Congregazione per il culto divino e la disciplina dei sacramenti deliberata il 7 marzo dello stesso anno. È entrato in vigore ufficialmente il 29 novembre 1992, prima domenica d'Avvento.

### Svolgimento del rito

#### Riti d'introduzione e liturgia della parola
La solenne celebrazione inizia con la processione introitale, alla quale fanno seguito un saluto all'ordinando, i riti iniziali e la liturgia della Parola.

#### Liturgia dell'ordinazione

##### Invocazione allo Spirito Santo, presentazione dell'eletto e lettura della lettera apostolica
Terminata la proclamazione del Vangelo, inizia il rito di ordinazione episcopale. Stando in piedi, viene intonato l'inno Veni Creator Spiritus. L'eletto viene accompagnato dai presbiteri che lo assistono davanti al vescovo ordinante principale. Uno dei presbiteri assistenti si rivolge al vescovo ordinante principale dicendo: 
Il vescovo ordinante principale domanda: 
Il presbitero assistente risponde: 
Il vescovo ordinante principale ordina: 
Il presbitero assistente mostra il mandato pontificio a tutta l'assemblea e successivamente ne da lettura. Una volta letto, tutti in segno di assenso rispondono cantando: 

##### Omelia e impegni dell'eletto
Segue l'omelia e, una volta terminata, solamente l'eletto si alza in piedi e si pone davanti al vescovo ordinante principale, che lo interroga dicendo: 
L'eletto risponde: 
Il vescovo prosegue: 
L'eletto risponde: 
Il vescovo domanda: 
L'eletto risponde: 
Il vescovo prosegue: 
L'eletto risponde: 
Il vescovo domanda: 
L'eletto risponde: 
Il vescovo domanda: 
L'eletto risponde: 
Il vescovo domanda: 
L'eletto risponde: 
Il vescovo domanda: 
L'eletto risponde: 
Il vescovo domanda: 
L'eletto risponde: 
Il vescovo conclude dicendo:

##### Litanie dei santi, imposizione delle mani e preghiera di ordinazione
Ci si alza in piedi e i vescovi tolgono la mitra. L'ordinante principale dice:

L'eletto si prostra a terra e tutti si mettono in ginocchio mentre vengono intonate le litanie dei santi.  Al termine della preghiera litanica il vescovo ordinante principale, a mani giunte, prega dicendo:
Tutti rispondono:
A questo punto, l'eletto si inginocchia davanti al vescovo ordinante principale, che, dopo aver indossato la mitra, impone le mani sul capo dell'ordinando senza dire nulla. Lo stesso fanno dopo di lui gli altri vescovi presenti.
Dopo l'imposizione delle mani, i vescovi rimangono vicini al vescovo ordinante principale fino al termine della preghiera di ordinazione. Il vescovo ordinante principale impone sul capo dell'eletto il libro dei Vangeli aperto. Due diaconi, stando in piedi alla destra e alla sinistra dell'ordinando, il quale rimane in ginocchio, tengono l'Evangeliario sopra il suo capo fino al termine della preghiera di ordinazione. Tutti i vescovi tolgono la mitra e il vescovo ordinante principale canta (o dice), con le braccia allargate, la preghiera di ordinazione (la parte dell'orazione evidenziata in grassetto viene recitata da tutti i vescovi ordinanti, a mani giunte e con voce sommessa, affinché si distingua chiaramente la voce del vescovo ordinante principale; le parole riportate in tale parte evidenziata in grassetto sono essenziali e perciò richieste per la validità dell'atto): 
Tutti dicono, o cantano: 
Terminata la preghiera di ordinazione tutti siedono e i diaconi tolgono l'Evangeliario dal capo dell'ordinato. Tutti i vescovi indossano la mitra.

##### Riti esplicativi

###### Unzione crismale
Iniziano ora i riti esplicativi. Il vescovo ordinante principale si cinge di un gremiale e, sedutosi, unge col sacro crisma il capo dell'ordinato, il quale gli si è inginocchiato davanti, dicendo queste parole: 

###### Consegna dei libri dei Vangeli
Alla fine dell'unzione il vescovo ordinante principale si lava le mani, e, terminata l'abluzione, consegna il libro dei Vangeli all'ordinato con queste parole: 

###### Consegna dell'anello
Il vescovo ordinante principale mette l'anello al dito anulare della mano destra all'ordinato dicendo: 

###### Consegna del pallio
Il pontificale romano che regola l'"Ordinazione del vescovo, dei presbiteri, dei diaconi", prevede che dopo la consegna dell'anello sia consegnato il pallio all'ordinato, qualora egli ne abbia diritto. In tempi recenti il pallio viene consegnato ai metropoliti, o a chi ne ha espressa facoltà di utilizzo, direttamente dal Santo Padre il 29 giugno, solennità dei santi Pietro e Paolo, durante una solenne concelebrazione eucaristica, e viene imposto dal nunzio apostolico locale, o da un altro delegato pontificio, durante una successiva celebrazione.

###### Consegna della mitra
Il vescovo ordinante principale prosegue imponendo la mitria all'ordinato proferendo codesta frase: 

###### Consegna del pastorale
Il vescovo ordinante principale dona ora il pastorale dicendo: 

###### Insediamento e abbraccio di pace
Terminata l'unzione crismale e la consegna delle insegne episcopali, tutti si alzano in piedi. Se il neovescovo durante la cerimonia prende possesso della diocesi dove si celebra l'ordinazione, siede alla cattedra e procede la messa da celebrante principale, altrimenti siede su un seggio per lui opportunamente preparato accanto al vescovo ordinante principale. Deposto il pastorale, mentre si canta il salmo 95 o un altro canto analogo, il neovescovo riceve l'abbraccio di pace dal vescovo ordinante principale e da tutti gli altri vescovi presenti.

#### Liturgia eucaristica e riti di conclusione
La celebrazione procede con la recita del Credo. Si omette la preghiera universale. La liturgia prosegue come di consueto; qualora il vescovo consacrato abbia preso possesso della diocesi, sarà lui a presiedere l'eucaristia ed il resto della celebrazione, altrimenti concelebrerà all'altare. 
Dopo la comunione l'ordinato, con mitra e pastorale, scende nell'assemblea per benedirla, preceduto da due co-consacranti, mentre si canta l'inno Te Deum. Terminato il canto, il consacrato rivolge un breve discorso ai presenti. La celebrazione termina con la benedizione solenne e la processione finale.

#### Galleria d'immagini esplicanti il rito

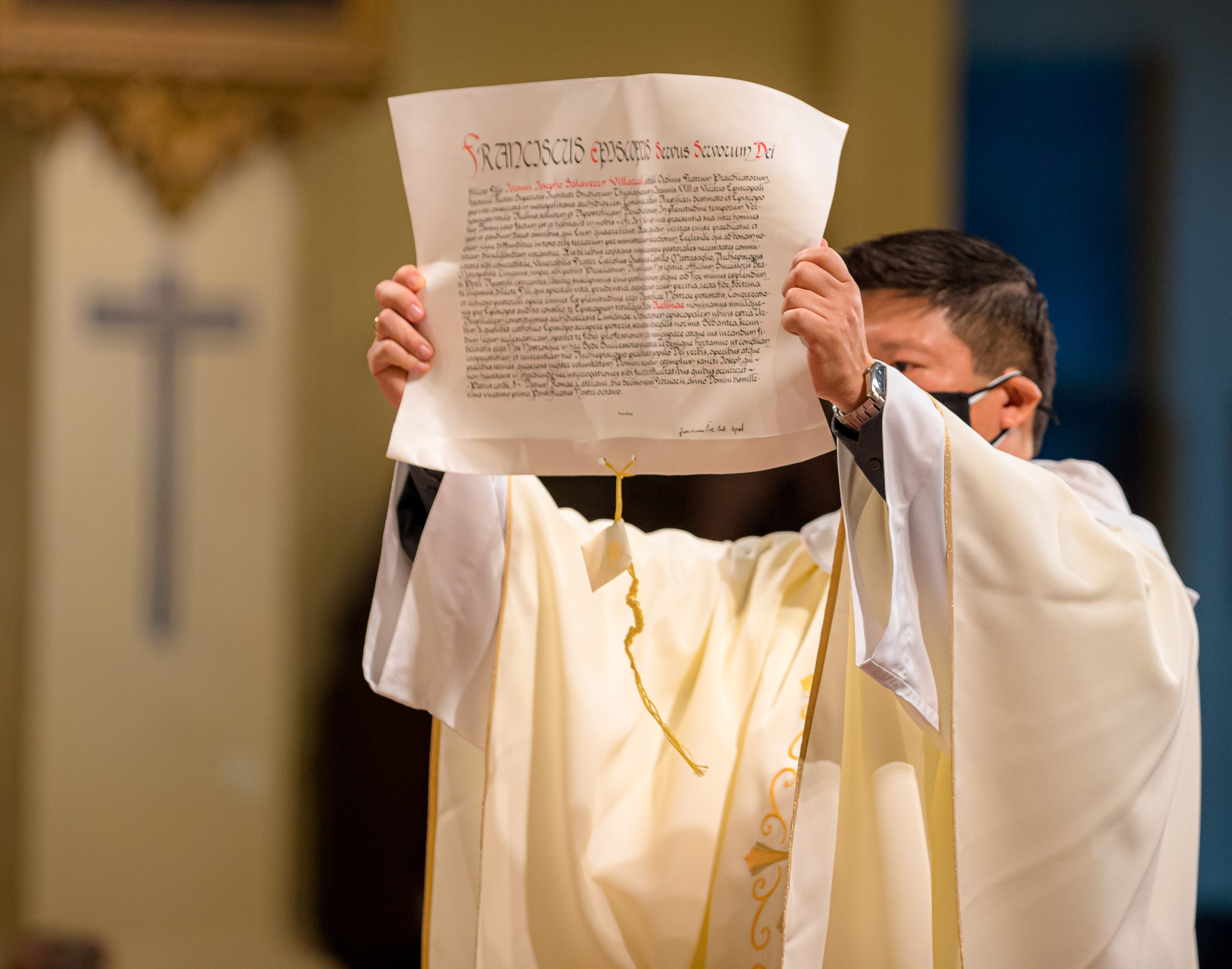
Il presbitero assistente mostra ai presenti il mandato apostolico circa la nomina a vescovo dell'eletto
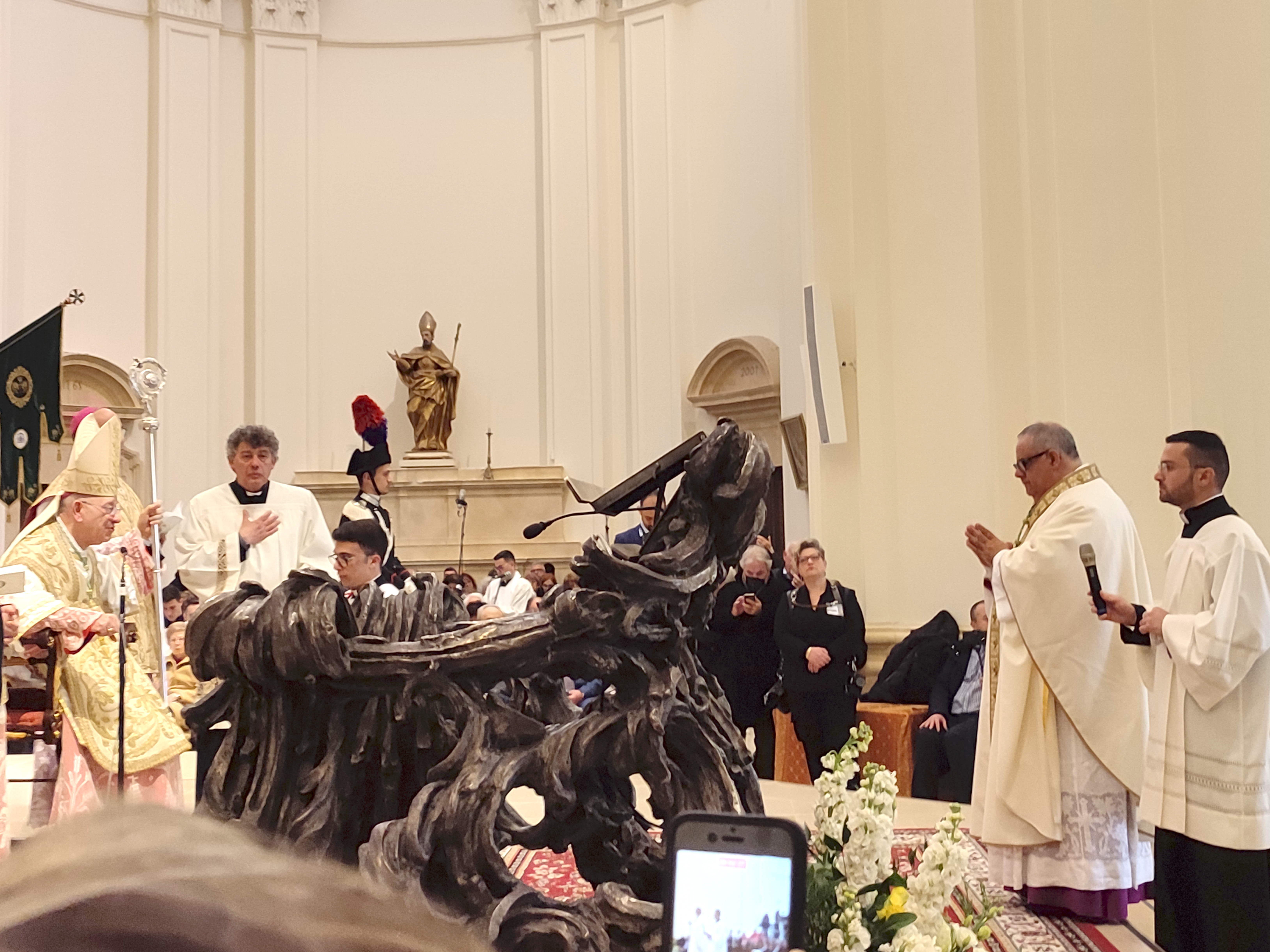
Il vescovo ordinante principale interroga l'eletto davanti al popolo
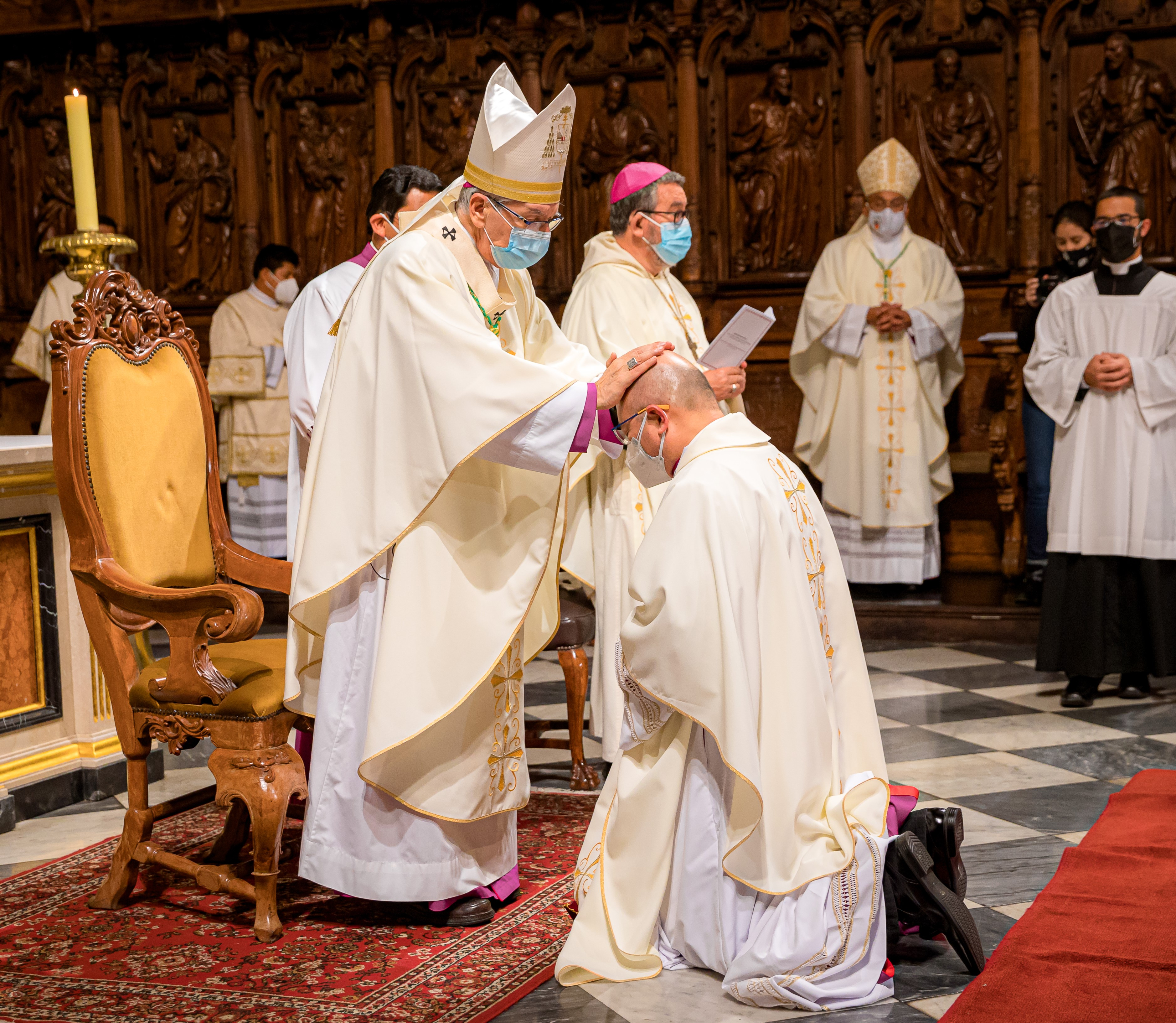
Il vescovo ordinante principale impone, senza dire nulla, le mani sul capo dell'eletto
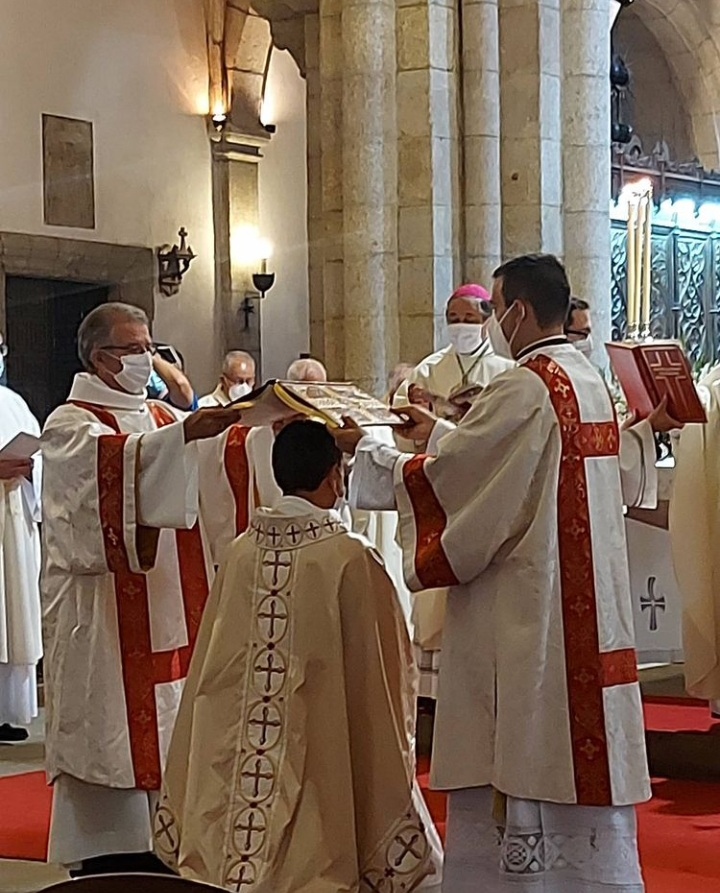
I due diaconi tengono l'Evangeliario aperto sul capo dell'eletto mentre viene recitata la preghiera di ordinazione
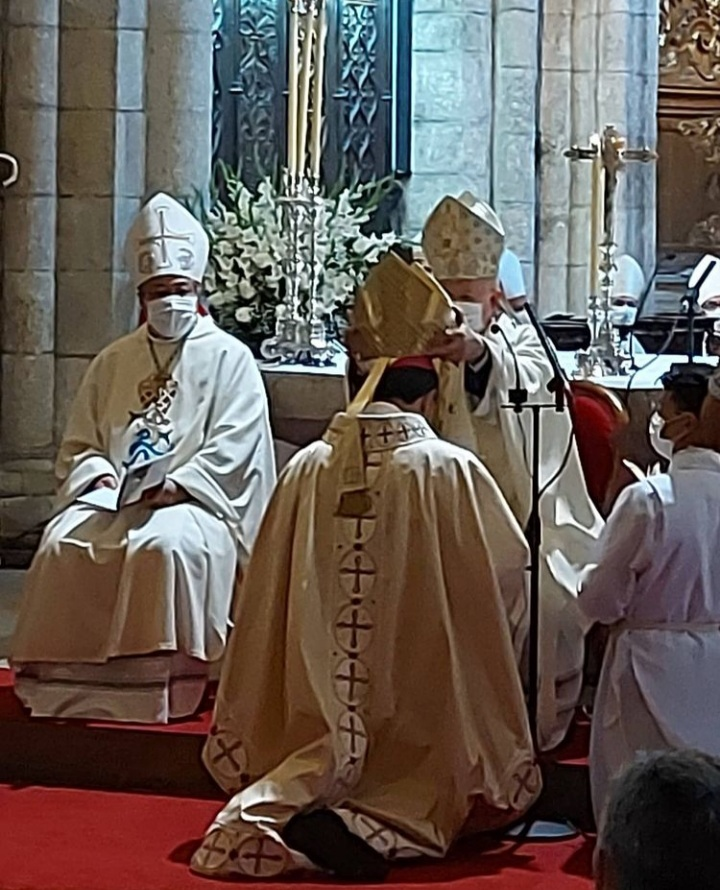
Il vescovo ordinante principale impone la mitra sul capo del neovescovo
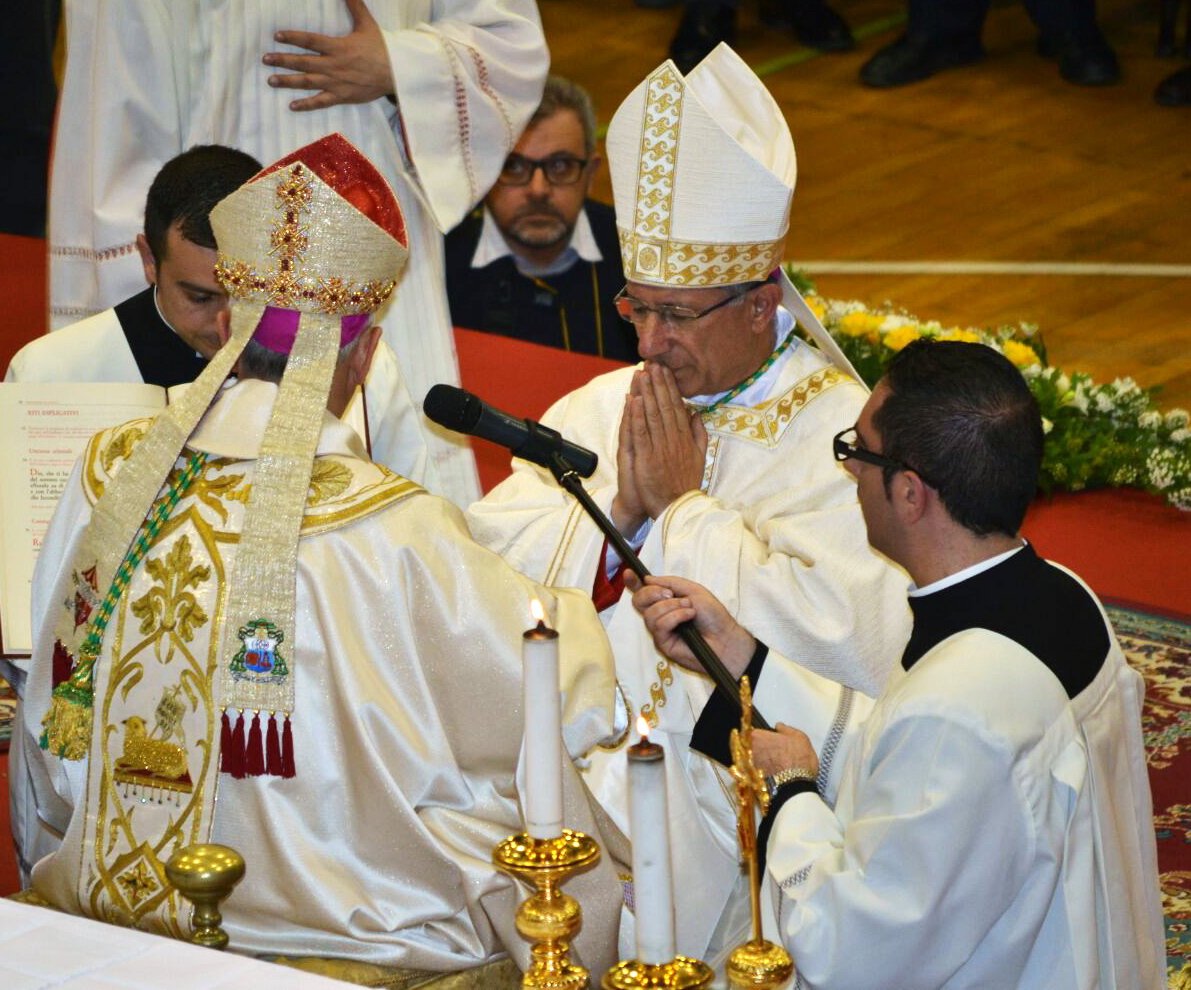
Momento appena successivo alla consegna della mitra
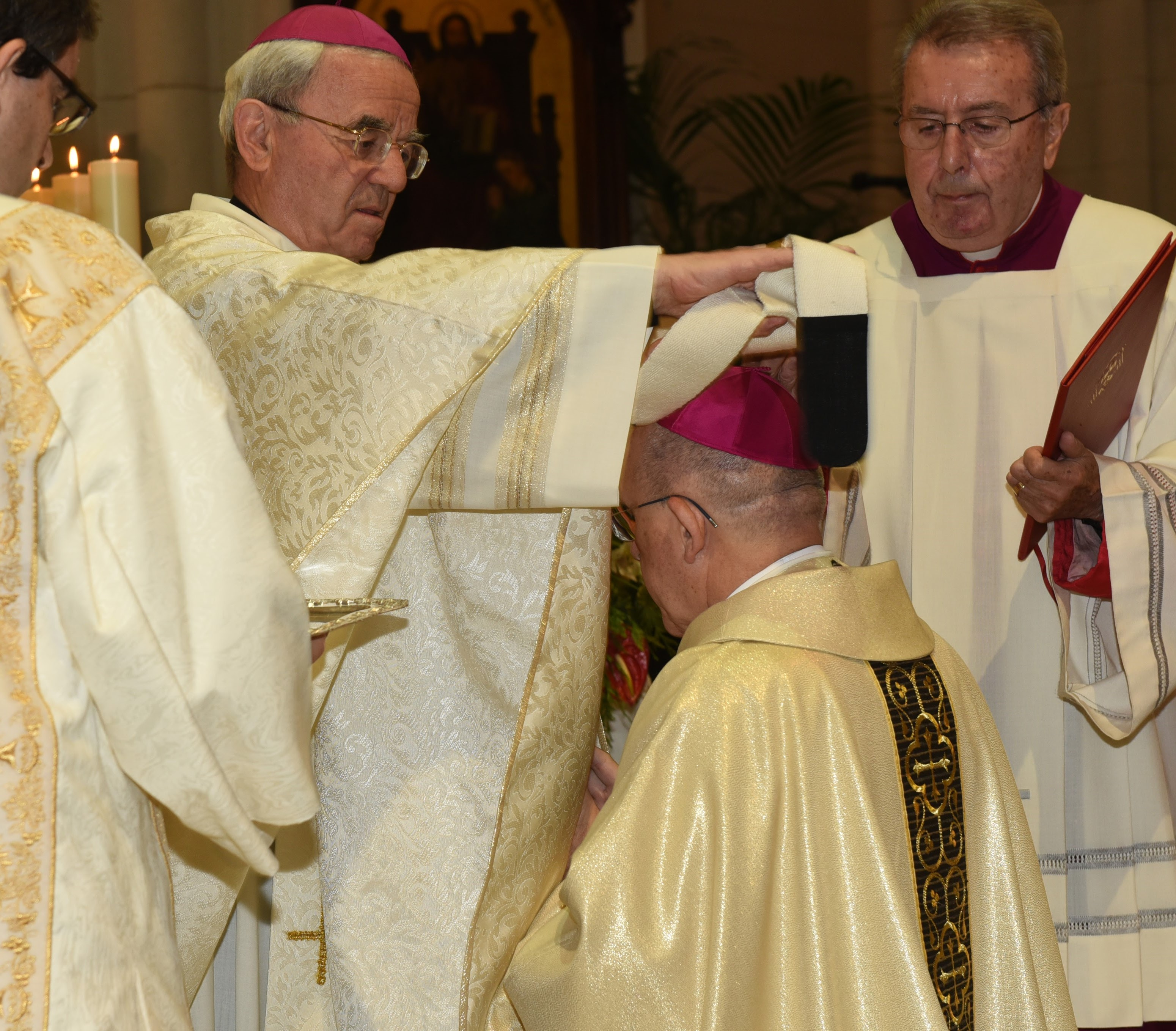
Il vescovo consacrante (qualora l'eletto ne abbia prerogativa e nell'eventualità che fosse conveniente) impone il pallio al consacrando
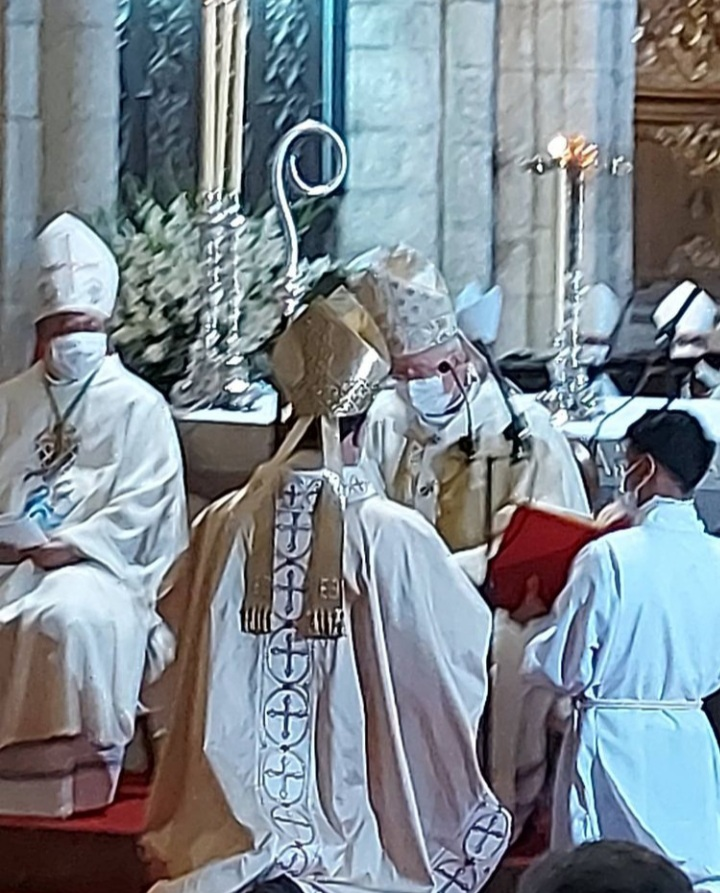
Il vescovo ordinante principale consegna il pastorale al neovescovo
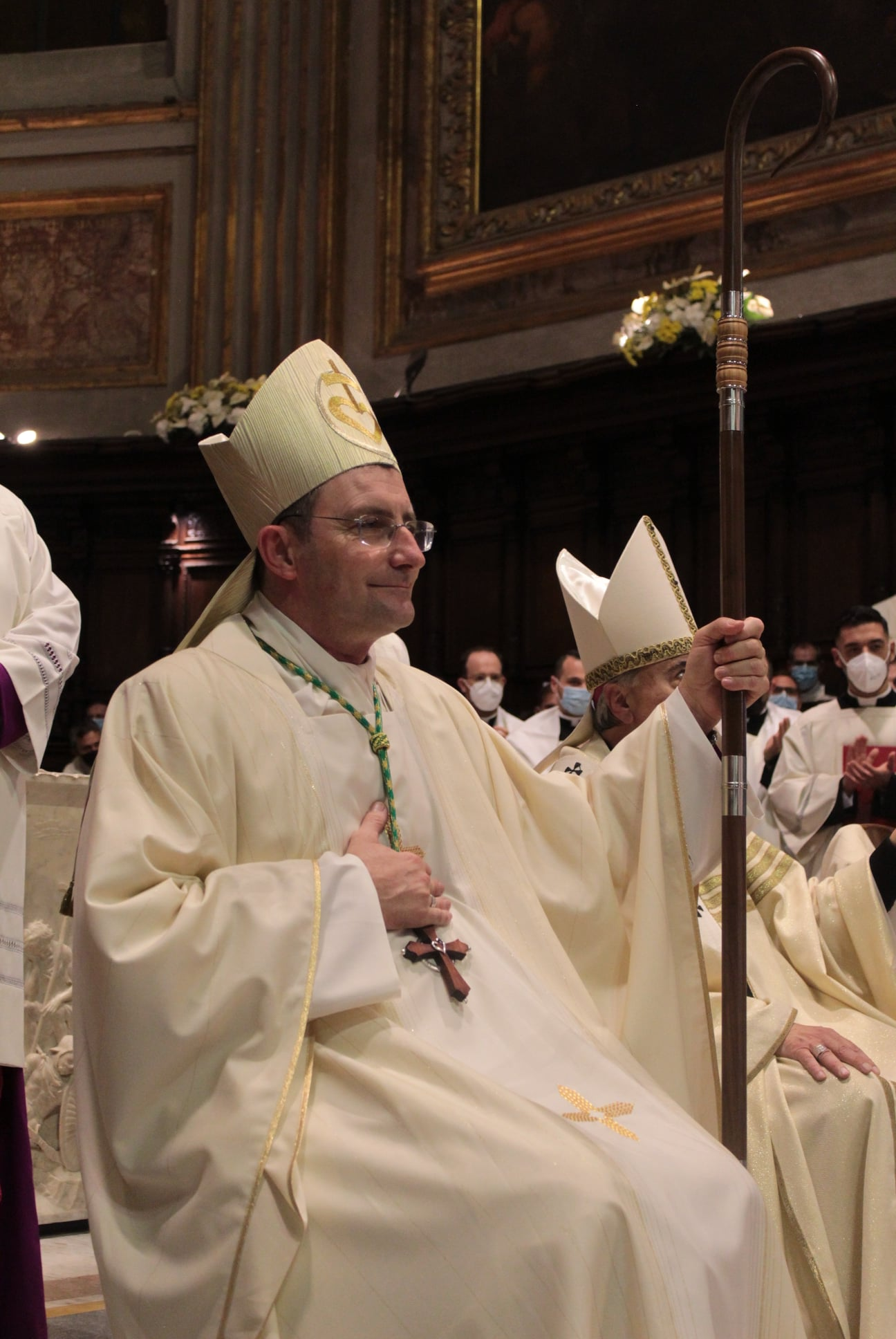
Il neovescovo si siede sul seggio a lui riservato al termine dei riti esplicativi
Il neovescovo, accompagnato da due co-consacranti, benedice i presenti mentre viene cantato il Te Deum[90]
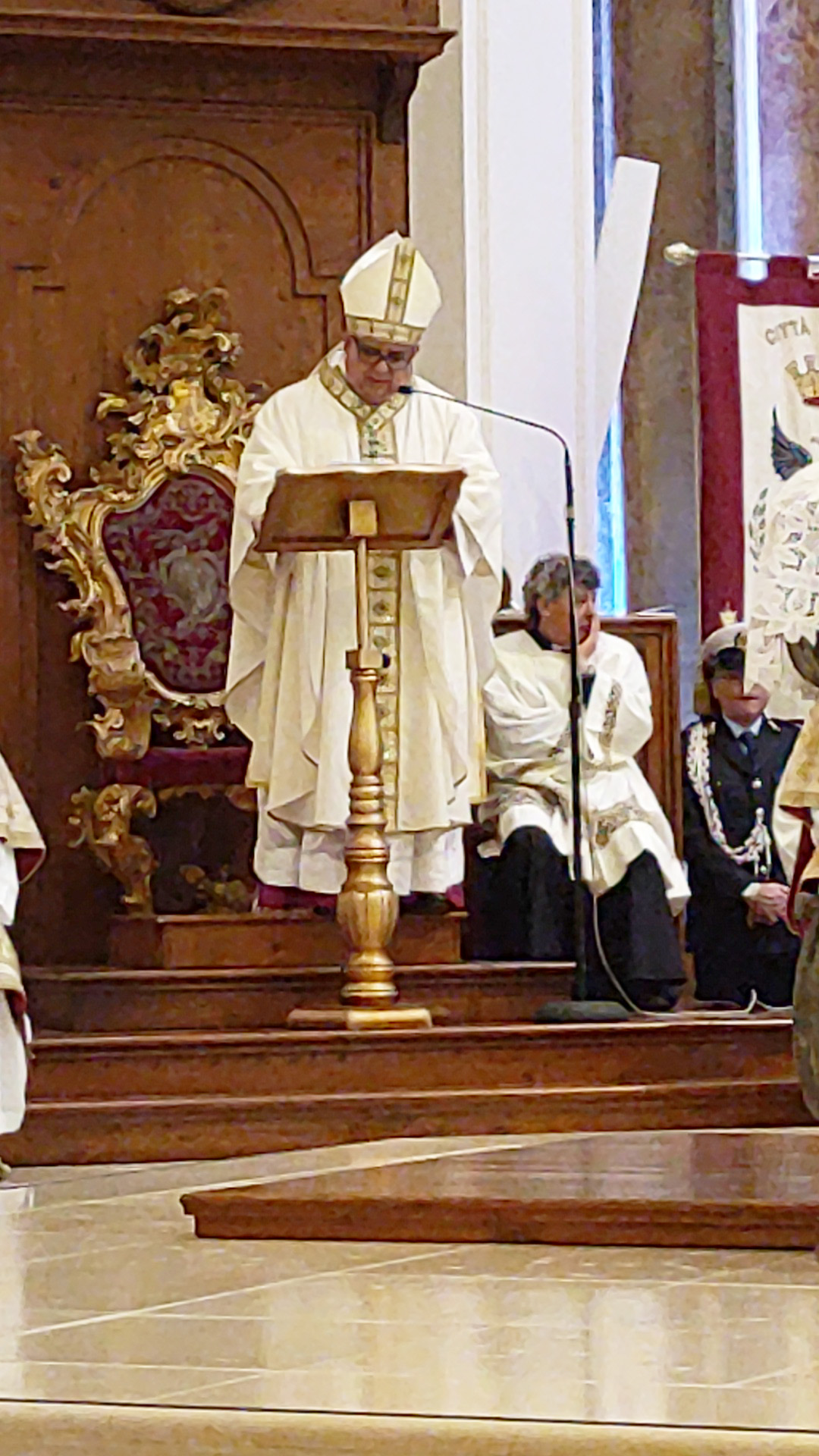
Il neovescovo pronuncia un discorso di ringraziamento prima della fine della celebrazione

## Rito liturgico antecedente la riforma del Concilio Vaticano II

### Differenze sostanziali tra i due riti: tridentino e postconciliare

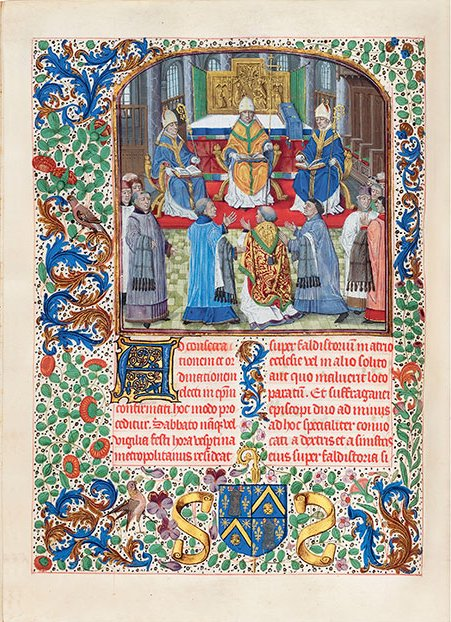
Pagina miniata del Pontificale Romanum antecedente la riforma di papa Pio V realizzata per il cardinale Ferry de Clugny a Bruges, 1475-1476

Prima delle semplificazioni liturgiche volute dal Concilio Ecumenico Vaticano II, il rito di consacrazione episcopale risultava molto più elaborato e differiva dall'attuale per alcuni aspetti; la sua regolamentazione, infatti, risaliva alla riforma litugica attuata da papa Pio V a seguito del Concilio di Trento.
Una prima differenza tra i due riti sta nel fatto che nel rito preconciliare (detto anche tridentino), quando ancora si parlava solamente di consacrazione episcopale, consacratore e consacrando celebravano in cappelle distinte la messa dei catecumeni, e poi, dopo il conferimento del sacramento, concelebravano insieme la messa dei fedeli allo stesso altare.
Una seconda differenza tra i due riti è data dal fatto che nel rito preconciliare la vestizione del novello vescovo risultava molto più pomposa: egli, infatti, oltre a vestire la dalmatica, e sopra di essa la pianeta (o la casula), la mitra, il pastorale e l'anello episcopale, paramenti utilizzati nel rito attuale, doveva indossare anche i sandali episcopali, le chiroteche e il manipolo, oltre che la tunicella sotto la dalmatica. Questi ultimi accessori liturgici non sono stati aboliti dalla riforma liturgica postconciliare, ma sono ormai caduti in disuso e, comunque, il loro utilizzo è facoltativo.
Nel rito tridentino, inoltre, dopo la consegna delle insegne episcopali seguiva l'atto di obbedienza da parte dei membri della diocesi del neoconsacrato, in rappresentanza gerarchica: dapprima si recavano uno dietro l'altro verso la cattedra episcopale, per baciare l'anello del neovescovo in segno di venerazione, il clero secolare (quindi i canonici e i parroci), poi i religiosi e le religiose, e infine i laici rappresentanti delle associazioni, delle confraternite o delle famiglie più importanti.

### Svolgimento del rito
Nel paragrafo che segue i termini "consacratore", "consacrante (o ordinante) principale" e "vescovo consacrante (o ordinante)" sono equivalenti, come anche i termini "eletto", "consacrando", "ordinando" e "neovescovo". Il Pontificale Romanum tridentino utilizzava prevalentemente i termini "consacratore” ed "eletto".
Secondo il Pontificale Romanum, per la consacrazione episcopale di un eletto era necessario che nella chiesa dove doveva avvenire la consacrazione si preparassero due cappelle: quella per il consacratore, chiamata maggiore, e quella per il consacrando, chiamata minore. La prima doveva avere un altare con sopra quattro candelieri e una croce, mentre la seconda un altare con sopra due candelieri e una croce. Il Pontificale prevedeva, inoltre, molti altri segni da preparare per la celebrazione, come il numero di fiori e il numero di candele che dovevano adornare i luoghi sacri.

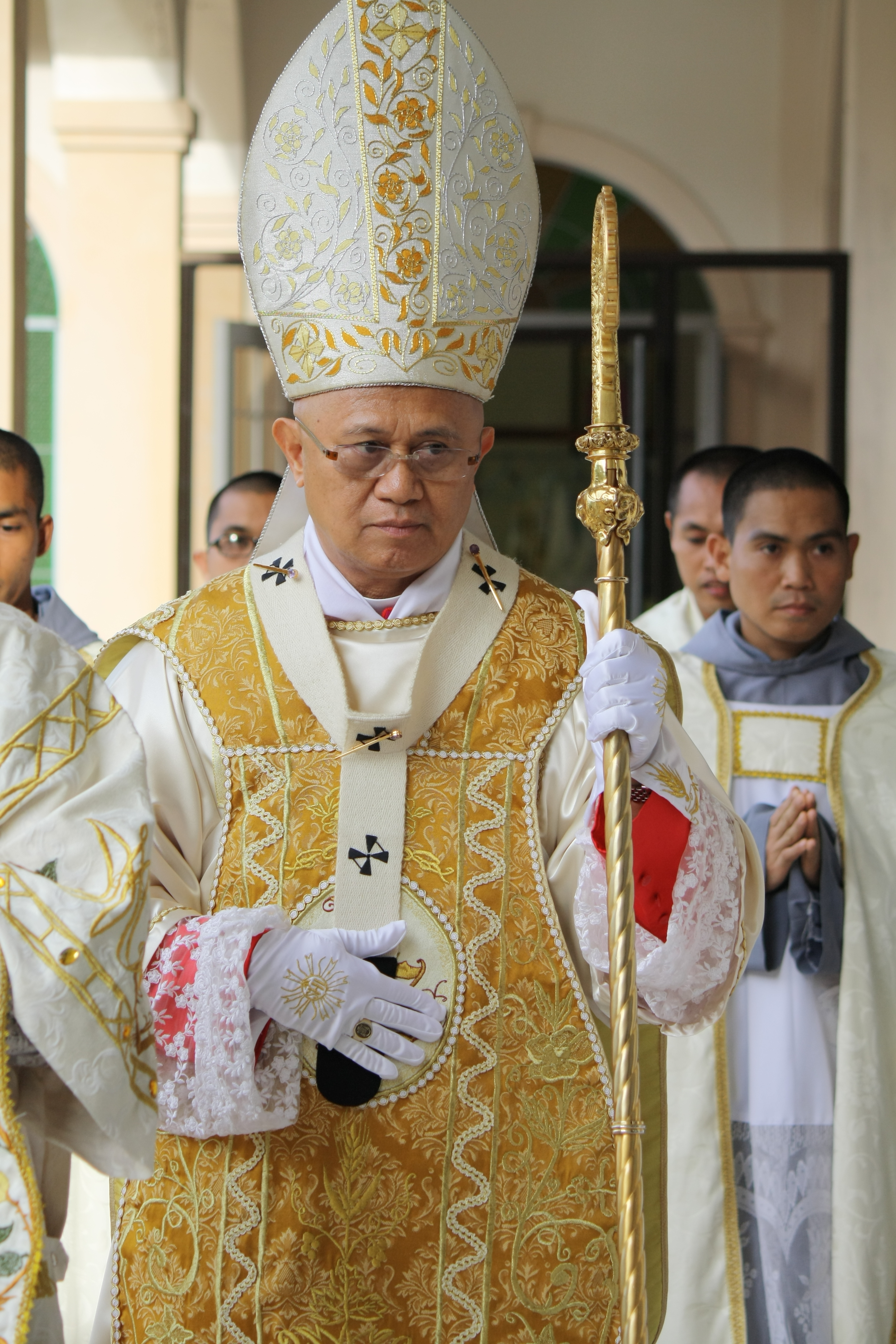
L'arcivescovo metropolita di Cebu mons. Jose Serofia Palma in abiti pontificali. Si noti anche l'uso del pallio, prerogativa dei metropoliti

Era necessario che il consacrando avesse come assistenti due vescovi, oppure, se ciò non era possibile, due presbiteri. Dopo che il consacratore e il consacrando, con i suoi due vescovi (o presbiteri) assistenti, si erano vestiti dei paramenti sacri nelle rispettive cappelle e avevano recitato le solite orazioni prescritte per la vestizione, entravano in processione solenne, assieme a molti altri ministri, verso la cappella maggiore. Il vescovo consacratore si sedeva sul faldistorio dando le spalle all'altare, mentre l'eletto, posto tra i suoi due assistenti, si toglieva la berretta e gli si inchinava davanti. Poi si sedevano ai loro posti, davanti al consacratore, in questo modo: l'eletto era rivolto verso il vescovo consacrante, cosicché vi fosse tra loro un'adeguata distanza, mentre l'assistente più anziano dell'eletto assisteva quest'ultimo a destra, il più giovane a sinistra; i due assistenti, però, dovevano disporsi dimodoché si potessero guardare l'un l'altro.
Dopo essersi seduti e aver sostato per qualche istante in silenzio, l'eletto si alzava e il più anziano degli assistenti, rivolto al vescovo consacrante, chiedeva che fosse ordinato vescovo l'eletto, e pronunciava queste parole: 
Il consacratore domandava se si fosse in possesso del mandato apostolico, dicendo:
e l'assistente più anziano rispondeva affermativamente:
e il consacratore, allora, ne ordinava la lettura:
Il notaio del vescovo consacratore, preso il mandato apostolico dalle mani dell'assistente più anziano, lo leggeva. Nel frattempo tutti sedevano. Terminata la lettura il consacratore ringraziava Dio dicendo:

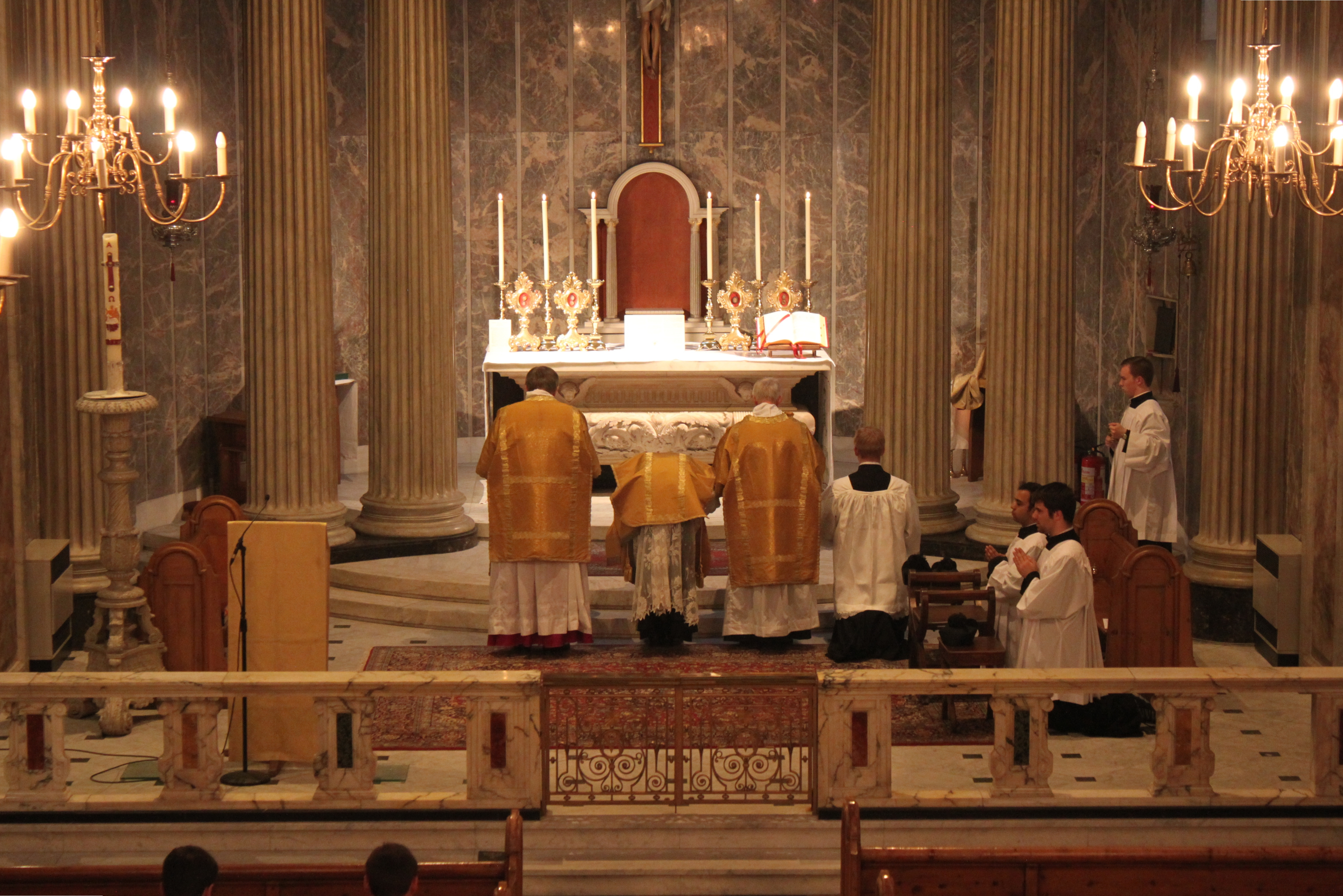
Momento del Confiteor durante una messa celebrata secondo il rito tridentino

Una volta che tutti erano seduti, il vescovo ordinante interrogava l'eletto rivolgendogli alcune domande. Quest'ultimo, ad ogni domanda, si alzava leggermente, rispondeva e poi sedeva. 
Il vescovo introduceva l'interrogatorio così:
E il consacrando rispondeva:
Allora il vescovo domandava:
E l'eletto:
Il vescovo proseguiva dicendo:
E l'eletto rispondeva:
Il vescovo:
L'eletto:
Il vescovo così continuava:
E l'eletto replicava:
Il vescovo esaminava ancora una volta l'eletto dicendogli:
E l'eletto rispondeva:
Il vescovo domandava:
E l'eletto affermava dicendo:
Il vescovo lo interrogava, allora, così:
E l'eletto:
Il vescovo diceva allora:
E l'eletto diceva:
Il vescovo concludeva l'esame dicendo:
E tutti rispondevano:
Il vescovo, dunque, chiedeva all'eletto se credesse nella Trinità:
L'eletto affermava la sua fede:
Il vescovo domandava:
L'eletto diceva:
Il vescovo domandava ancora:
L'eletto confermava la sua fede così dicendo:
Il vescovo continuava:
L'eletto rispondeva:
Il vescovo seguitava:
L'eletto:
Il vescovo domandava:
L'eletto rispondeva:
Il vescovo domandava ancora:
L'eletto diceva:
Il vescovo concludeva l'esame dicendo:
E tutti rispondevano:
Terminato l'esame, gli assistenti del vescovo consacrante conducevano l'eletto al consacratore. Il consacrando, inginocchiandosi davanti al consacratore, gli baciava riverentemente la mano. Il vescovo consacrante, deposta la mitra, si alzava dal faldistorio e, con l'eletto alla sua sinistra, si volgeva verso l'altare e recitava, assieme ai vescovi, i ministri e l'eletto, il Confiteor. Terminata la recita del Confiteor, il consacratore saliva all'altare, lo baciava, leggeva il Vangelo e incensava l'altare e la croce. Poi procedeva la messa fino all'Alleluia e tornava con la sua mitra a sedersi sul faldistorio, che era posto innanzi all'altare.
Nel frattempo che il consacrante recitava le orazioni usuali della messa sino all'Alleluia, gli assistenti dell'eletto conducevano quest'ultimo alla cappella minore per lui preparata, e lì, dopo essersi tolto il piviale, indossava, con l'aiuto degli accoliti, i sandali episcopali e la croce pettorale, si rivestiva del camice, della stola, della tunicella, della dalmatica, della pianeta (o della casula) e del manipolo; tutto ciò mentre leggeva i Salmi e le solite preghiere. Vestito di questi paramenti, si recava al suo altare, dove, stando in mezzo i vescovi (o i presbiteri) assistenti, leggeva, a capo scoperto, tutto l'Ufficio della messa, fino all'Alleluia. A questo punto l'eletto veniva condotto nella cappella maggiore dai suoi assistenti e, dopo aver fatto un inchino al vescovo consacrante, quest'ultimo recitava l'orazione indicata nel Pontificale Romano. E subito, indossata la mitra, il consacratore e i suoi assistenti si inginocchiavano l'uno davanti al faldistorio, e gli altri davanti ai loro seggi; l'eletto, invece, si prostrava a terra alla sinistra del consacratore; anche i ministri e tutti gli altri si inginocchiavano. Quindi si cantavano le litanie dei santi. Terminata la recita delle litanie, il consacratore, ricevuto l'Evangeliario, lo apriva, con l'assistenza dei vescovi (o presbiteri) aiutanti, e, senza dire nulla, lo poneva sul collo e sulle spalle dell'eletto, il quale si era inginocchiato; un addetto reggeva il libro dei Vangeli sulle spalle dell'eletto sino al momento della consegna dello stesso all'ordinando durante i riti di consegna. Quindi il vescovo ordinante e i suoi assistenti toccavano con entrambe le mani la testa dell'ordinando, chiedendo che venisse effusa su di lui la potenza dello Spirito Santo, dicendo:
Una volta terminata l'imposizione delle mani da parte del vescovo consacrante e anche dei vescovi concelebranti, qualora presenti, il consacrante, stando ancora in piedi e deposta la mitra, diceva:
E tutti rispondevano:
A questo punto della celebrazione il vescovo consacrante introduceva la preghiera dicendo:
E il popolo:
Il vescovo:
E il popolo:
Il vescovo ancora:
E il popolo:
Il vescovo pregava così:
Terminata la predetta preghiera, uno degli assistenti cingeva la fronte dell'ordinando con un crismale e si cantava l'inno Veni Creator Spiritus. Mentre veniva intonato l'inno dal coro, terminato il primo verso, il vescovo consacratore si alzava, e, sedutosi sul faldistorio davanti all'altare e presa la mitra, deponeva l'anello vescovile e le chiroteche; ripreso l'anello, poneva sulle sue ginocchia un gremiale. Poi intingeva il pollice destro nel santo crisma e ungeva la testa dell'eletto, inginocchiato davanti a lui, formando il segno della croce e dicendo, frattanto, l'orazione:
Conclusa l'unzione del capo, il consacrante si asciugava il pollice con un po' di pangrattato, e finito l'inno del Veni Creator Spiritus, deposta la mitria, si alzava, e pregava secondo quanto previsto dal rituale:
E il popolo rispondeva:
Mentre veniva recitato il Salmo 132, un assistente legava le mani giunte dell'eletto al collo con un altro crismale. Il consacratore, sedutosi, indossava nuovamente la mitra e ungeva con il crisma le mani giunte e legate al collo dell'ordinando, inginocchiato davanti a lui, recitando l'orazione appropriata:
Dio, Padre del nostro Signore Gesù Cristo, che ha voluto elevarti alla dignità dell'episcopato, ti unga con il Crisma e il liquore della mistica unzione, e ti fecondi con l'abbondanza della benedizione spirituale; che tutto ciò che benedirai, sia benedetto; e tutto ciò che santificherai, sia santificato; e che l'imposizione di queste mani consacrate, o del pollice, porti salvezza a tutti. Amen.»
Seguiva la consegna del pastorale e dell'anello episcopale, i quali, prima di essere consegnati, venivano benedetti sul momento per aspersione, se già non lo erano stati, dallo stesso vescovo consacrante. Poi il consacratore prendeva il libro dei Vangeli dalle spalle del consacrato e lo porgeva chiuso a quest'ultimo, il quale lo toccava senza disgiungere le mani. Infine, consacratore e consacrato si scambiavano il bacio della pace; imitavano il gesto gli assistenti.

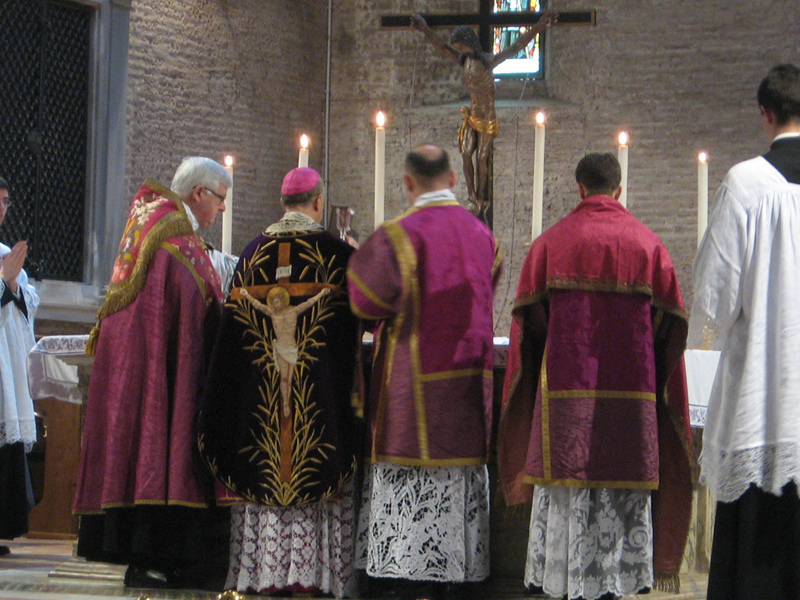
Momento dell'Offertorio durante una messa celebrata secondo il rito tridentino

In seguito il neoconsacrato, accompagnato dai suoi assistenti, tornava nella sua cappella, dove gli veniva pulito il capo e si lavava le mani. Egli procedeva la messa nella cappella minore fino all'Offertorio, così come anche il consacratore nella cappella maggiore. Terminato l'Offertorio, il vescovo consacrante sedeva sul faldistorio dando le spalle all'altare e, intanto, essendo uscito il neoconsacrato dalla sua cappella, quest'ultimo offriva al consacratore due ceri accesi, due pani e due contenitori pieni di vino, e riverentemente baciava la mano del consacratore. Dopo aver fatto le abluzioni, il vescovo consacrante si avvicinava all'altare, mentre il neoconsacrato si avvicinava al lato destro del medesimo altare, e stando lì tra i vescovi (o i presbiteri) che lo assistevano, avendo davanti a sé il suo Messale, recitava insieme col consacratore tutte le orazioni prescritte e faceva tutto come specificato nel Messale. Per la consacrazione eucaristica venivano preparate due ostie, una per il consacratore e una per il consacrato, e il vino sufficiente per entrambi. Dopo la consacrazione del pane e del vino, tutti ricevono la comunione.
Dopo essersi comunicati, il consacratore, dando le spalle all'altare, benediceva, se già non era stato fatto prima, la mitra e poi le chiroteche e, sedutosi sul faldistorio, consegnava al neoconsacrato prima l‘una e poi le altre. Al termine dei riti di consegna, il consacratore invitava il consacrato a sedere sul faldistorio o su altro seggio appositamente preparato, oppure nella cattedra episcopale qualora ne avesse dovuto prendere possesso; il consacratore gli porgeva il pastorale e veniva cantato l'inno Te Deum, durante il quale il neovescovo, alzatosi dalla sua sede e assistito dagli assistenti, percorreva le navate della chiesa benedicendo i presenti. Terminato il Te Deum, il consacratore, stando senza mitra di fronte il faldistorio oppure alla destra del consacrato, recitava l'orazione prevista dal Pontificale. Dopo l'orazione il consacrato si alzava, e avvicinandosi con la mitra e il pastorale davanti al centro dell'altare, benediceva tutti secondo la formula propria del Pontificale. Dopo la benedizione, il consacrato si inginocchiava tre volte davanti al consacratore dicendo ad ogni genuflessione "Ad multos annos", ovvero "Per molti anni ancora" e scambiava il segno della pace col consacratore e i ministri. Consacratore e consacrato leggevano il Vangelo e, al termine della lettura, la cerimonia si concludeva con la processione finale.